# مترو أثينا

خريطة ميترو أثينا (2013)

مترو أثينا (باليونانية: Μετρό Αθήνας, Metró Athínas) هو نظام النقل السريع في اليونان والذي يخدم منطقة أثينا الحضرية وجزء من أتيكا الشرقية. افتُتح الخط الأول في عام 1869 على شكل سكة حديد بخاري تقليدي وزوّد بالكهرباء في عام 1904. شيدت ووسعت شركة Attiko Metro SA الخطين الثاني والثالث في عام 1991.
يرتبط مترو أثينا بشكل نشط بوسائل النقل العام الأخرى، مثل الحافلات والعربات وترام أثينا وخط سكة حديد الضواحي (برواستياكوس أثينا). يشتهر مترو أثينا بالحداثة (الخطوط الأحدث 2 و 3) والعديد من محطاته تتميز بأعمال فنية ومعارض وعروض للبقايا الأثرية التي تم العثور عليها أثناء بنائه. يُسمح بالتصوير الفوتوغرافي والتقاط الفيديو عبر الشبكة بأكملها.

## بنية تحتية

### خطوط ومحطات
يبلغ طول الخط الأول 25.6 كيلومتر (15.9 ميل) ويخدم 24 محطة. يبلغ طول الخط الثاني 17.9 كيلومتر (11.1 ميل) ويخدم 20 محطة والخط الثالث بطول 41 كيلومتر (25 ميل) (بما في ذلك 20.7 كيلومتر (12.9 ميل) من خط سكة حديد الضواحي من محطة دوكيسيس بلاكنتياس إلى المطار) و يخدم 24 محطة.
| خط      | لون الخريطة | افتتاح القسم الأول | سير كهربائي | افتتاح القسم الأخير | افتتاح أحدث محطة | خط السير            | طول الخط                                | عدد المحطات |
| ------- | ----------- | ------------------ | ----------- | ------------------- | ---------------- | ------------------- | --------------------------------------- | ----------- |
| 1       |             | 27 فبراير 1869     | 1904        | 10 أغسطس 1957       | 6 أغسطس 2004     | بيرايوس ـ كيفيسيا   | 25.6 كـم (15.9 ميل)                     | 24          |
| 2       |             | 28 يناير 2000      | 2000        | 7 يوليو 2020        | 7 يوليو 2020     | انتوبولي ـ إلينيكون | 17.9 كـم (11.1 ميل)                     | 20          |
| 3       |             | 28 يناير 2000      | 2000        | 26 يوليو 2013       | 26 يوليو 2013    | نيكايا ـ مطار أثينا | 18.1 كـم (11.2 ميل) / 39 كـم (24.2 ميل) | 24          |
| المجموع | المجموع     | المجموع            | المجموع     | المجموع             | المجموع          | المجموع             | 82.5 كـم (51.3 ميل)                     | 64 [a]      |

### قاطرات السكة الحديدية
يُصنف قاطرات أو عربات السكك الحديدية لمترو أثينا بعربات الدفع للخط 1 و المولدة للخطين 2 و 3. لأن استخدم كُل من ISAP وAMEL أنظمة تصنيف مختلفة لعربات السكك الحديدية قبل الدمج. تعمل ستة أنواع من عربات السكك الحديدية على الشبكة، وجميعها مجهزة بأنظمة تجميع تيار السكك الحديدية الثالثة ؛ ومع ذلك، فإن سبعة قطارات فقط من الجيل الثاني لديها معدات الخطوط العلوية اللازمة لخدمة الخط 3 من Doukissis Plakentias إلى المطار. تمنع أنظمة الإشارات المختلفة عربات الدفع للسير على الخطين 2 و 3 والعربات المولدة على الخط 1.

## أجرة السفر

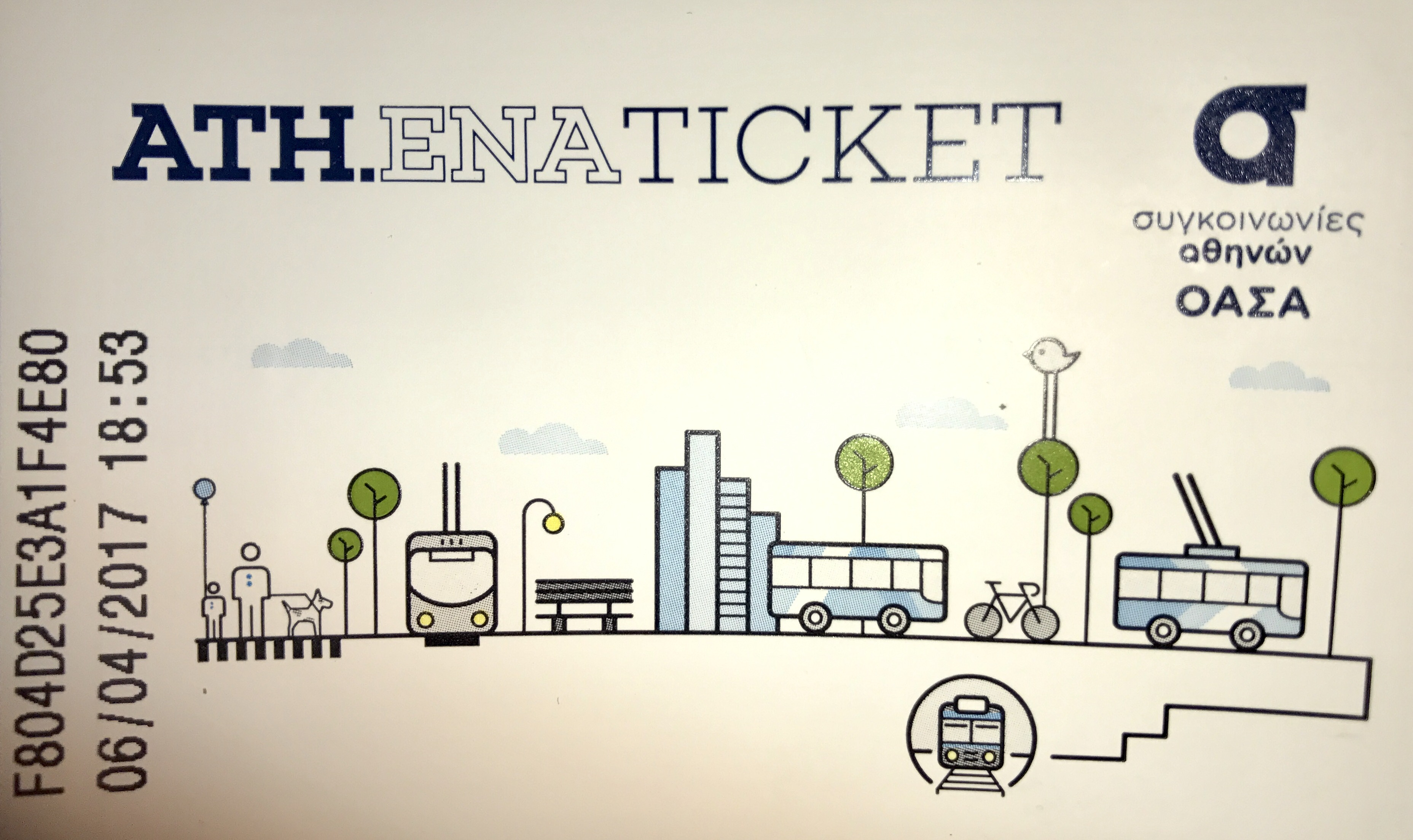
تذكرة الدفع دون التلامس من ATH.ENA والتي دخلت التدوال منذ فبراير 2017.

تُدفع مسبقًا، إما على شكل تذاكر قصيرة الأجل صالحة لمدة 90 دقيقة أو 24 ساعة أو 5 أيام أو تذاكر طويلة الأجل. من سبتمبر 2020، كان هناك نوعان من الأُجر، ATH.ENA Ticket و ATH.ENA Card، تم التحقق من صحة استخدامهما بواسطة نظام الدفع دون التلامس (عن طريق مسح التذكرة أو البطاقة على أجهزة التحقق الإلكترونية). تكون التذاكر صالحة لجميع وسائل النقل العام في أثينا باستثناء القطارات والحافلات المُتجهة إلى المطار.